# Hydrocorella
Hydrocorella is een geslacht van neteldieren uit de familie van de Hydractiniidae.

## Soorten
- Hydrocorella africana Stechow, 1921
- Hydrocorella calcarea (Carter, 1977)
- Hydrocorella spinifera (Stechow, 1962)